# Basílio, o Ladrão
Basílio, o Ladrão ou Basílio Col (em armênio: Գող Վասիլ; romaniz.: Koł Vasil; morreu em 12 de outubro de 1112) foi o governante armênio de Caissune e Rabã na época da Primeira Cruzada.

## Vida

### Origens
O pai de Basílio era o líder bandido Lázaro (Łazar(ik)), chamado de "cachorro ruivo", que foi mencionado pela primeira vez numa epístola de Gregório Magistro ao Patriarca Sírio em 1058. Bar Hebreu e Miguel, o Sírio mencionam que na mesma época, o clã de Lázaro se estabeleceu em Cláudia e Cubos, no Eufrates, de onde saquearam mosteiros locais, como o Mosteiro de Mor Bar Sauma. Eles finalmente recuaram após as invasões seljúcidas no território de Melitene para as montanhas em agosto de 1066.

### Ascensão
Filareto Bracâmio, o governante de um principado armênio centrado em Antioquia, Edessa e Marache, deu a Basílio a fortaleza de Caissune. Após a morte de Filareto, ganhou controle sobre vários outros lugares, como Herongla, Rabã, Tal Baxar e Bira. No início do século XII, Basílio foi o governante armênio mais influente que aderiu à Igreja Apostólica Armênia. Ele era uma grande potência na região e tinha vassalos como Ablelaribe, senhor de Albira.
Embora Basílio pareça ter tido origens humildes, reivindicou a herança e a autoridade do reino armênio por meio de sua esposa, que, de acordo com Mateus de Edessa, era descendente da família Camsaracano. Finalmente, também se tornou um protetor dos patriarcas armênios Palavuni e Gregório II fixou residência em Caissune em algum momento antes de morrer em 1106.

### Contato com os cruzados
O irmão de Basílio era Pancrácio, que influenciou Balduíno de Bolonha a se afastar do exército da Primeira Cruzada e se aventurar nas terras controladas pelos armênios. Uma vez que Balduíno e Pancrácio se desentenderam, foi forçado a se submeter ao governo deles e o irmão de Balduíno, Godofredo, tomou uma de suas fortalezas. No entanto, parece ter feito um acordo com os francos e sido fundamental para arranjar o resgate de Boemundo de Taranto quando foi capturado pelos danismêndidas, mais tarde até mesmo adotando-o. Ele procurou manter boas relações com os bizantinos, francos e turcos e foi capaz de derrotar os xá da Armênia Soquemene Alcutebi em 1109. Ele foi sucedido por seu filho adotivo, Basílio, a Criança, sob cujo governo o principado de Basílio, o Ladrão se desfez.